# Huttwil
Huttwil (toponimo tedesco) è un comune svizzero di 4 836 abitanti del Canton Berna, nella regione dell'Emmental-Alta Argovia (circondario dell'Alta Argovia); ha lo status di città.

## Monumenti e luoghi d'interesse

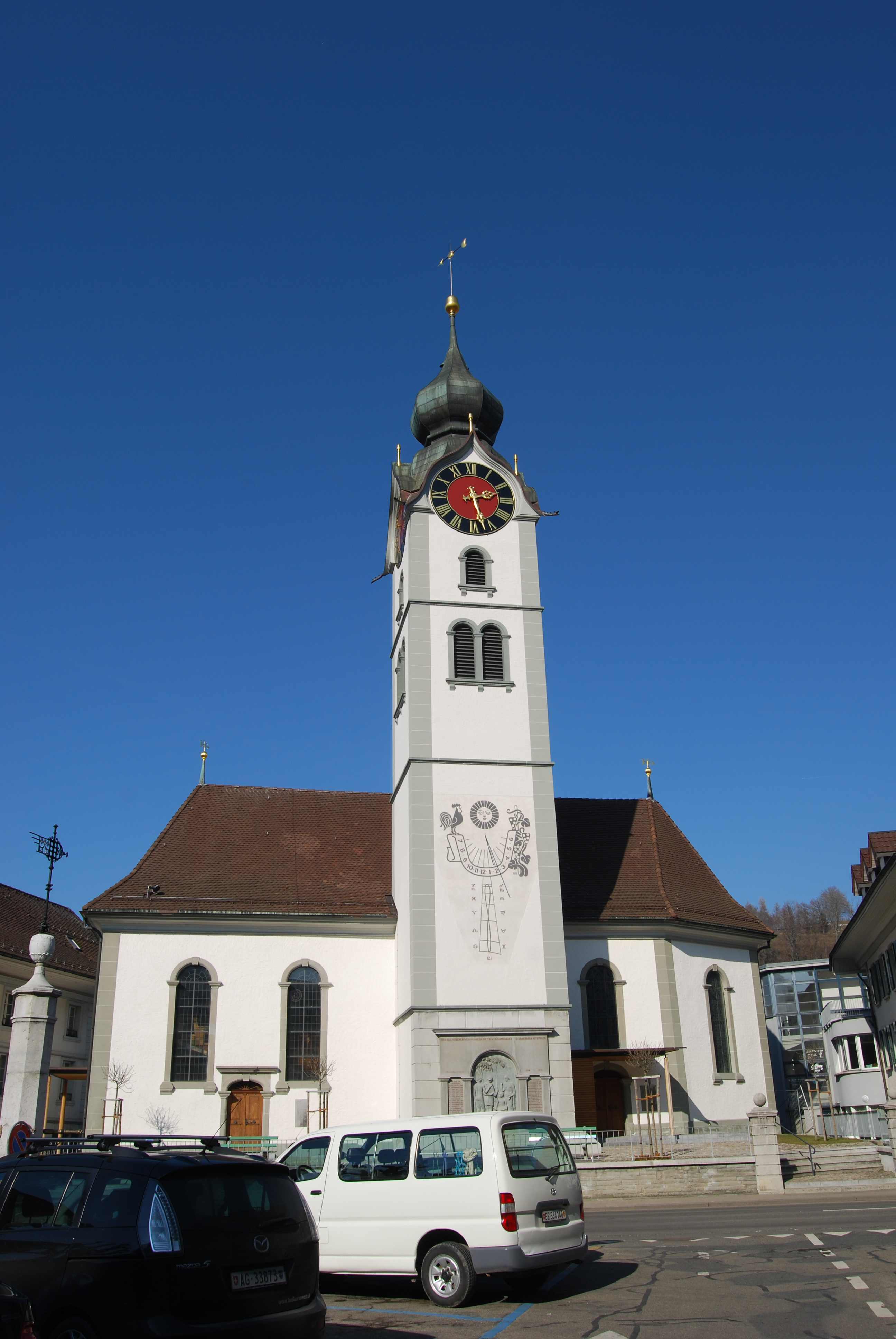
La chiesa riformata

- Chiesa riformata, ricostruita nel 1705 e nel 1834[1].

## Società

### Evoluzione demografica
L'evoluzione demografica è riportata nella seguente tabella:
Abitanti censiti

## Geografia antropica

### Frazioni
Le frazioni di Huttwil sono:
- Herd
  - Allmend
  - Hub
  - Niederhuttwil
  - Oberdorf
  - Städtli
  - Uech
- Hof

## Infrastrutture e trasporti

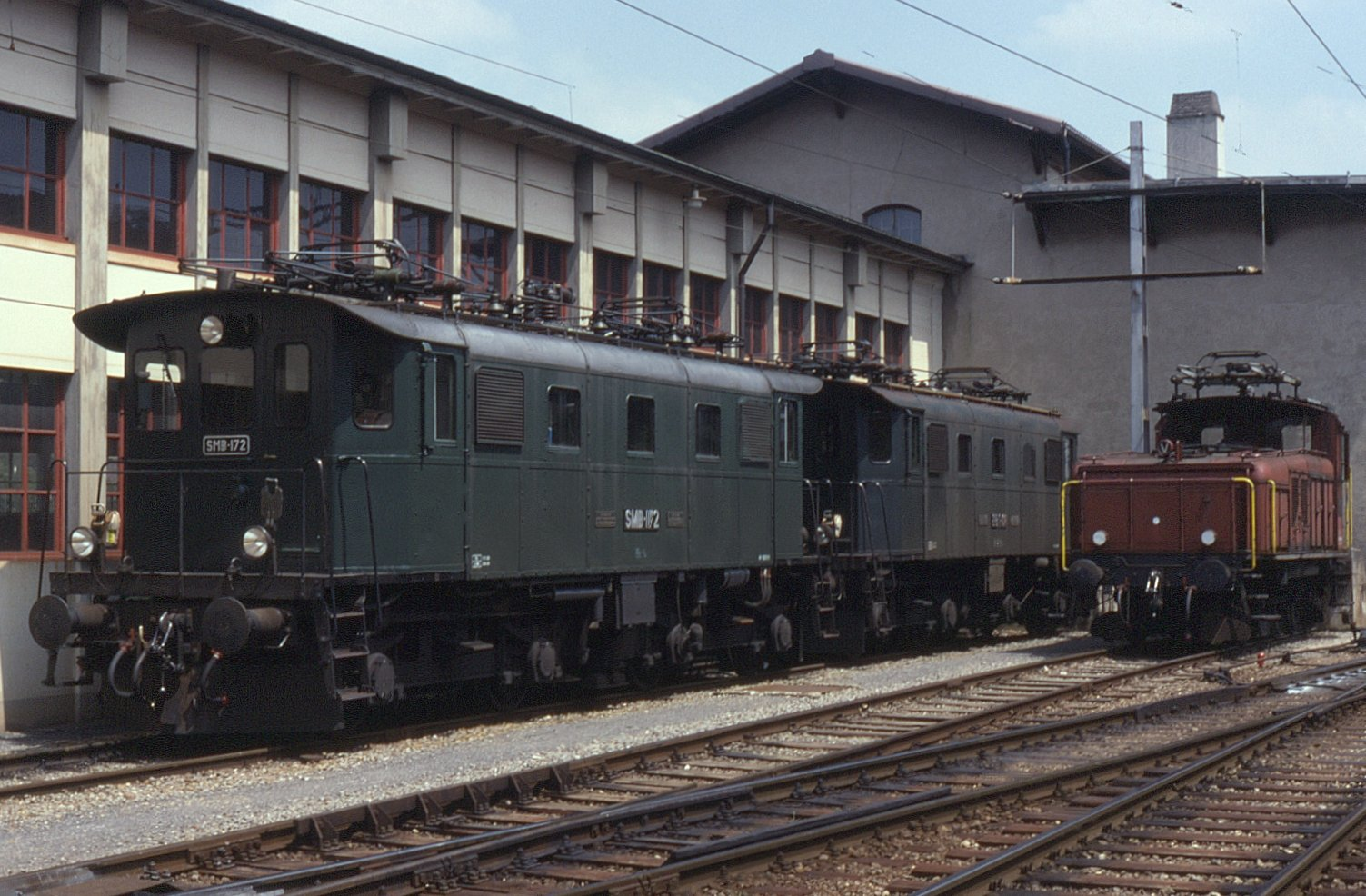
La stazione di Huttwil

Huttwil è servito dall'omonima stazione sulle ferrovie Langenthal-Huttwil, Huttwil-Wolhusen, Ramsei-Sumiswald-Huttwil e fino al 1978 anche capolinea della ferrovia Huttwil-Eriswil.

## Amministrazione
Ogni famiglia originaria del luogo fa parte del cosiddetto comune patriziale e ha la responsabilità della manutenzione di ogni bene ricadente all'interno dei confini del comune.